# 黄捷
黄 捷（こう しょう、フアン ジエ、1993年〈民国82年〉1月19日 - ）は、中華民国（台湾）の政治家。民主進歩党所属の立法委員。

## 経歴
2018年の高雄市議員選挙に時代力量から出馬し、24歳で初当選。
2020年、時代力量を離党した。
2022年の高雄市議員選挙では無所属で出馬し、高雄市最多得票数で再選された。
2023年、民進党に入党した。
2024年の第11回立法委員選挙では、再選を辞退した趙天麟の後任として民進党から高雄市第六選挙区の候補者に指名され、30歳で初当選。この選挙で当選した最年少の立法委員となった。

### リコール運動
2020年に韓国瑜が高雄市長を罷免された報復として、韓国瑜の支持者が黄捷のリコール運動を開始した。国民党は罷免に賛成し、民進党は罷免に反対する選挙運動を行った。
投票の結果、罷免賛成票が要件である有権者の4分の1の票数に満たないうえに、罷免反対票が罷免賛成票を上回ったため、否決された。台湾で公職選挙・リコール法が改正されて以来、反対票が賛成票を上回るのは初めてとなった。
|          |            | 票数       | 票率       | 有権者票率 |
| 有権者数 | 有権者数   | 291,566    | 100.00%    | 100.00%    |
| 要件票数 | 要件票数   | 72,892     | 25.00%     | 25.00%     |
|          | 同意票数   | 55,261     | 45.80%     | 18.95%     |
|          | 不同意票数 | 65,391     | 54.20%     | 22.43%     |
| 有効票数 | 有効票数   | 120,652    | 99.62%     | 41.38%     |
| 無効票数 | 無効票数   | 458        | 0.38%      | 0.16%      |
| 総投票数 | 総投票数   | 121,110    | 100.00%    | 41.54%     |
| 結果     | 結果       | 罷免不成立 | 罷免不成立 | 罷免不成立 |

## エピソード
ひまわり学生運動を経験した若者世代の政治家である呉沛憶、頼品妤、黄捷などは超党派派閥「這個世代連線（この世代連合）」を結成している。林昶佐の呼びかけによって2023年に結成し、洪慈庸などとも関わりが深い。
2024年、アメリカのタイム誌が発表している、未来を担う世代に焦点を当てたタイム100の別の版「タイム100 NEXT」に選ばれた。推薦者は蕭美琴副総統。

## 選挙記録
| 年度 | 選挙                | 選挙区           | 所属政党   | 得票数  | 得票率 | 当選             | 注釈 |
| ---- | ------------------- | ---------------- | ---------- | ------- | ------ | ---------------- | ---- |
| 2018 | 第3回高雄市議員選挙 | 第九選挙区       | 時代力量   | 18,420  | 9.00%  |                  |      |
| 2022 | 第4回高雄市議員選挙 | 第九選挙区       | 無党籍     | 27,744  | 17.03% | 高雄市最多得票数 |      |
| 2024 | 第11回立法委員選挙  | 高雄市第六選挙区 | 民主進歩党 | 113,670 | 51.01% |                  |      |